# Slalomeuropamästerskapen i kanotsport 2015
Slalomeuropamästerskapen i kanotsport 2015 anordnades den 28-31 maj i Markkleeberg, Tyskland. 

## Medaljsummering

### Medaljtabell
| Pl.    | Nation         | Guld | Silver | Brons | Totalt |
| ------ | -------------- | ---- | ------ | ----- | ------ |
| 1      | Slovakien      | 3    | 0      | 2     | 5      |
| 2      | Tyskland       | 2    | 4      | 0     | 6      |
| 3      | Spanien        | 2    | 0      | 1     | 3      |
| 4      | Storbritannien | 1    | 2      | 3     | 6      |
| 5      | Frankrike      | 1    | 0      | 1     | 2      |
| 6      | Slovenien      | 1    | 0      | 0     | 1      |
| 7      | Tjeckien       | 0    | 3      | 1     | 4      |
| 8      | Polen          | 0    | 1      | 0     | 1      |
| 9      | Ryssland       | 0    | 0      | 1     | 1      |
| 9      | Italien        | 0    | 0      | 1     | 1      |
| Totalt | Totalt         | 10   | 10     | 10    | 30     |

### Herrar
| Gren    | Guld | Poäng  | Silver                                                                                         | Poäng  | Brons | Poäng  |
| C-1     | Benjamin Savšek (SLO)                                                                                       | 97,70  | Sideris Tasiadis (GER)                                                                         | 98,15  | Matej Beňuš (SVK)                                                                                                 | 100,18 |
| C-1 lag | Slovakien Michal Martikán Alexander Slafkovský Matej Beňuš                                                  | 115,03 | Tjeckien Michal Jáně Stanislav Ježek Tomáš Rak                                                 | 117,70 | Storbritannien David Florence Ryan Westley Adam Burgess                                                           | 119,24 |
| C-2     | Tyskland Robert Behling Thomas Becker                                                                       | 104,46 | Tyskland Franz Anton Jan Benzien                                                               | 104,72 | Storbritannien David Florence Richard Hounslow                                                                    | 106,06 |
| C-2 lag | Slovakien Pavol Hochschorner & Peter Hochschorner Ladislav Škantár & Peter Škantár Tomáš Kučera & Ján Bátik | 131,24 | Tjeckien Ondřej Karlovský & Jakub Jáně Jonáš Kašpar & Marek Šindler Tomáš Koplík & Jakub Vrzáň | 131,93 | Ryssland Dmitrj Larionov & Michail Kuznetsov Maxim Obraztsov & Alexei Suslov Alexander Ovtjinikov & Aleksei Popov | 140,46 |
| K-1     | Boris Neveu (FRA)                                                                                           | 90,80  | Alexander Grimm (GER)                                                                          | 92,07  | Andrej Málek (SVK)                                                                                                | 94,02  |
| K-1 lag | Tyskland Sebastian Schubert Hannes Aigner Alexander Grimm                                                   | 105,76 | Storbritannien Richard Hounslow Joseph Clarke Bradley Forbes-Cryans                            | 108,01 | Italien Daniele Molmenti Andrea Romeo Giovanni De Gennaro                                                         | 109,81 |

### Damer
| Gren    | Guld                                                           | Poäng  | Silver                                                   | Poäng  | Brons                                                         | Poäng  |
| C-1     | Kimberley Woods (GBR)                                          | 123,13 | Mallory Franklin (GBR)                                   | 125,85 | Núria Vilarrubla (ESP)                                        | 127,89 |
| C-1 lag | Spanien Núria Vilarrubla Klara Olazabal Annebel van der Knijff | 158,72 | Tjeckien Kateřina Hošková Monika Jančová Tereza Fišerová | 160,41 | Storbritannien Kimberley Woods Mallory Franklin Eilidh Gibson | 161,19 |
| K-1     | Maialen Chourraut (ESP)                                        | 108,09 | Ricarda Funk (GER)                                       | 108,52 | Kateřina Kudějová (CZE)                                       | 109,30 |
| K-1 lag | Slovakien Jana Dukátová Kristína Nevařilová Kristína Zárubová  | 133,95 | Polen Natalia Pacierpnik Klaudia Zwolińska Sara Ćwik     | 136,50 | Frankrike Carole Bouzidi Marie-Zélia Lafont Émilie Fer        | 141,90 |